# イタリア弦楽四重奏団
イタリア四重奏団（伊: Quartetto Italiano）は、1945年にカプリでデビューし、1980年に解散した弦楽四重奏団。活動時期は1945年–1980年であった。

## 沿革
元来は「新イタリア四重奏団」（Nuovo Quartetto Italiano）と名乗ったが、1951年から「新」 "Nuovo" を名称から落とした。
1967年から1975年にかけてベートーヴェンの弦楽四重奏曲の全曲録音を完成させ、その後もモーツァルトやシューマン、ブラームス、ウェーベルンの弦楽四重奏曲全集を完成させた。この楽団は、シルヴァーノ・ブッソッティの「グラムシ四重奏」、「グラムシの種子」、ジャチント・シェルシの弦楽四重奏曲第4番を初演した。

## メンバー
歴代メンバーは以下の通りである。
ヴィオラのみ入れ替えがあった。丸カッコ内は生没年。
- 第1ヴァイオリン　パオロ・ボルチャーニ（it:Paolo Borciani）（1922年–1985年）[注釈 1]
- 第2ヴァイオリン　エリサ・ペグレッフィ（it:Elisa Pegreffi）（1922年–2016年）[注釈 2]
- ヴィオラ
  - 初代　リオネッロ・フォルツァンティ（it:Lionello Forzanti）、1945年–1947年（1913年–2009年）[注釈 3]
  - 2代目　ピエロ・ファルッリ（it:Piero Farulli）、1947年–1977年（1920年–2012年）
  - 3代目　ディーノ・アショッラ（イタリア語版）（Dino Asciolla）、1977年–1980年（1920年–1994年）
- チェロ　フランコ・ロッシ（it:Franco Rossi (violoncellista)）（1921年–2006年）[注釈 4]